# Wilejka (gmina)
Wilejka (od 1929 Kołowicze) – dawna gmina wiejska w woj. nowogródzkim/Ziemi Wileńskiej II Rzeczypospolitej (obecnie na Białorusi). Siedzibą gminy była Wilejka (3417 mieszk. w 1921 roku), która stanowiła odrębną gminę miejską.
Na samym początku okresu międzywojennego gmina Wilejka należała do powiatu wilejskiego w woj. nowogródzkim. 13 kwietnia 1922 roku gmina wraz z całym powiatem wilejskim została przyłączona do objętej władzą polską Ziemi Wileńskiej, przekształconej 20 stycznia 1926 roku w województwo wileńskie.
11 czerwca 1929 gminę Wilejka przemianowano na gminę Kołowicze.

## Demografia
Według Powszechnego Spisu Ludności z 1921 roku gminę zamieszkiwało 7863 osoby, 326 było wyznania rzymskokatolickiego, 7525 prawosławnego, 1 ewangelickiego, 11 mojżeszowego. Jednocześnie 1372 mieszkańców zadeklarowało polską, 6426 białoruską, 29 rosyjską i 1 ukraińską przynależność narodową. Były tu 1392 budynki mieszkalne.